# ディスガイア インフィニット
『ディスガイア インフィニット』は、2009年11月1日に日本一ソフトウェアから発売されたPlayStation Portable用アドベンチャーゲーム。

## 概要
同社の『インフィニットループ 〜古城が見せた夢〜』のシステムをベースとして、魔界戦記ディスガイアシリーズのキャラクターを使用した作品。プレイヤーはプリニーを操作してゲームをクリアしていく。
ダウンロード専売という当時としては珍しい販売形態だったが、これはPlayStation Portable goの発売に合わせたもの。しかしPlayStation Portable goの立ち上がりが静かなものであり、ダウンロード専売だけではもったいないと判断されたため、後にUMD版も販売された。魔界戦記ディスガイアシリーズのファンにとってはアドベンチャーゲームは馴染みの薄いものとされたが、シリーズキャラクターにより深く接することができることから反響はよく、販売本数以外は成功だったという。

## ゲームシステム
基本的には『インフィニットループ』をベースにしているが、同作とは差異が少なからず存在する。
刻渡時計
時を操る時計。ストーリーが進行し、ラハール暗殺未遂事件を阻止出来なかった場合はこの時計が作動して冒頭に時間がループする。プレイヤーの意思で作動させる事も可能。
憑依
『インフィニットループ』と同様。霊体であるプリニーは常に誰かに憑依していなければならず、常に憑依中の人物に引きずられる形となる。憑依中の人物が別の誰かと会話中、その人物に乗り移る事が出来る。
思考介入
他人に憑依した際、自分の考えを押し付けるシステム。本人の意思とは全く無関係に思い通りの行動を取らせる事が出来る。但しそれはごく一時的なもので、その後がどうなるかは当人達次第。思考介入した結果を予測した上で取らせる行動を選択する必要がある。
思考介入を行う事で登場人物達の行動パターンを変化させ、ラハール暗殺未遂事件を阻止する事が目的となる。しかし『インフィニットループ』とは異なり、変化したキャラの行動パターンはループすると元に戻ってしまう。
エンディング
本作はマルチエンディングであり、プレイヤーの行動次第で複数のエンディングに分岐する。中には『ディスガイア2』や『ファントムブレイブ』などの別作品に繋がる結末も存在する。

## あらすじ
何者かによってラハールが暗殺されかけた。幽体離脱してしまったプリニーは、他人に憑依しながら暗殺犯を探していく。

## 登場人物
プリニー
声 - 間島淳司
本作の主人公。幽霊となり、刻渡時計を用いて時を操り、他人に憑依していきながら犯人を探していく。
刻渡時計
声 - 落合祐里香
持ち主の時を操る時計。
ラハール
声 - 水橋かおり
魔王。今回暗殺されかけた。